# イングマール・ベルイマン
エルンスト・イングマール・ベルイマン（Ernst Ingmar Bergman〈 発音〉、1918年7月14日 - 2007年7月30日）は、スウェーデンの映画監督、脚本家、舞台演出家。「神の沈黙」「愛と憎悪」「生と死」などを主要なモチーフに、映画史に残る数多くの名作を発表した。

## 生涯

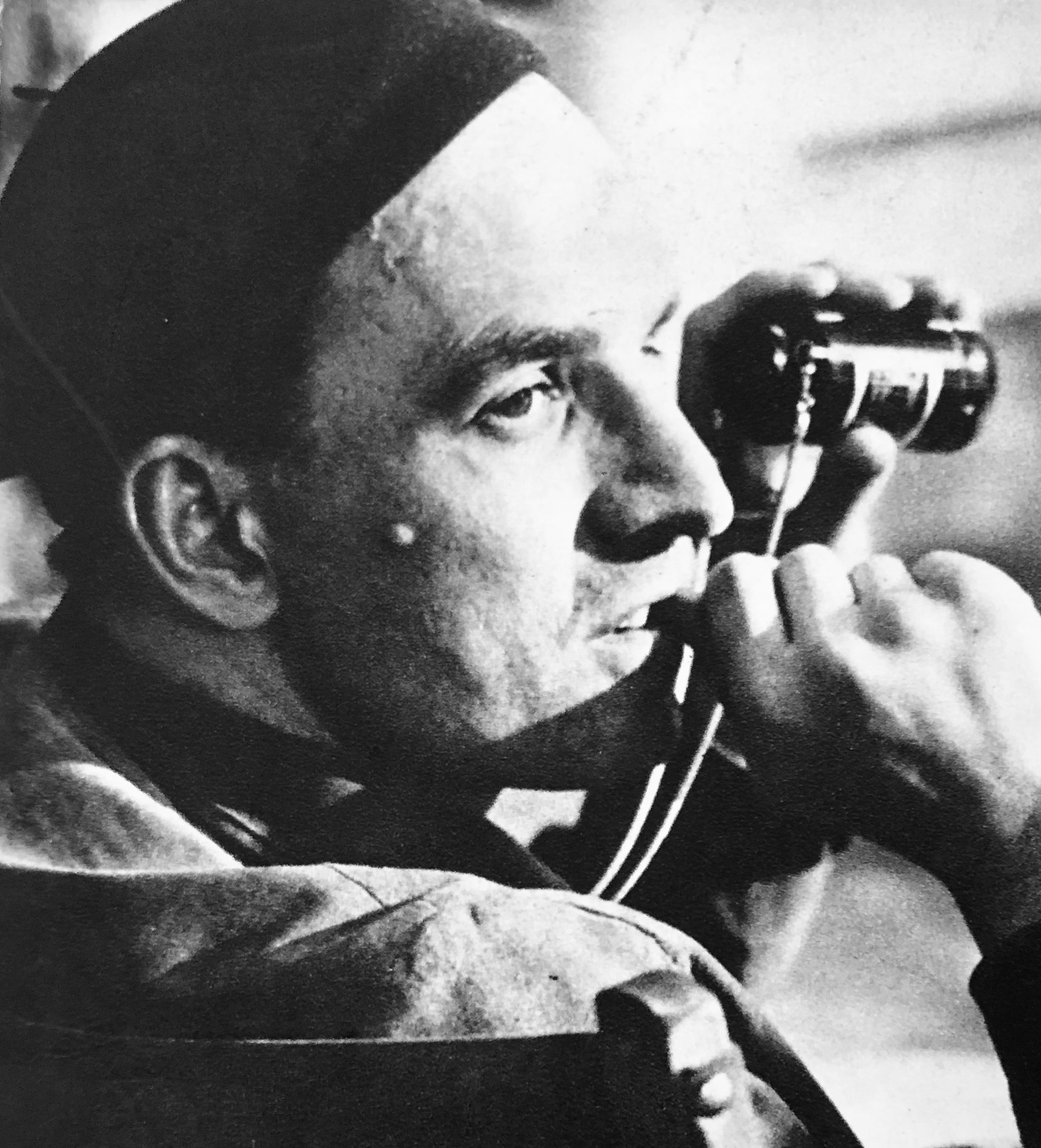
『キネマ旬報』1962年2月決算特別号より。

イングマール・ベルイマンは1918年7月14日、スウェーデンのウプサラで生まれた。父は牧師であり、兄のダーグは外交官、妹のマルガレータはのちに小説家となった。ベルイマン家は首都ストックホルムで生活しており、ベルイマンもそこで育ち、1937年にはストックホルム高等学校（現ストックホルム大学）の文学・美術史学科に入学して、舞台演出の道へと進んだ。
1942年には映画会社のスヴェンスク・フィルム社に入社し、1943年にはエルセ・フィシェルと結婚。なお、1945年にエルセとは離婚し、その後も多くの女性と結婚と離婚を繰り返して、ベルイマンは通算で5度の結婚を行った。1944年、アルフ・シェーベルイ監督の『もだえ』の脚本を手がけた。また同年、ヘルシンボリ市立劇場の主任演出家となり、その後もヨーテボリやノーショーピング、マルメ、ストックホルムなどの都市で舞台演出を行った。
1945年、『危機』で映画監督としてデビューし、その後、数本の低予算映画の中で自らのスタイルを模索する。
1950年、『夏の遊び』の頃から映画監督ベルイマンとしてのスタイルを確立した。
1952年、『不良少女モニカ』でフランスのヌーヴェル・ヴァーグの作家たちに賞賛される。
しかし、批評家から激賞されても興行的な成功を中々出せず、プロデューサーからも「次回作で興行的な成功がなければ二度と映画は撮らせない」と圧力を掛けられる。そんな中で制作した1955年公開の『夏の夜は三たび微笑む』が翌年のカンヌ国際映画祭にて特設賞である「詩的ユーモア賞」（仏語：Prix de l'humour poétique）を受賞し、国際的な評価を得ると同時にスウェーデン国内でも大成功を収めた。
1950年代後半からは『夏の夜は三たび微笑む』での成功により得た映画制作の自由のもと、立て続けに良作を発表。神の存在をテーマとした『第七の封印』（1957年）では、再びカンヌ国際映画祭に出品され、審査員特別賞を受賞し、2年連続受賞を果たす。人生の老いについて普遍的に描いた『野いちご』（1958年）では、ベルリン国際映画祭でグランプリにあたる金熊賞を受賞。権力と迷信の対立をコメディタッチに描いた『魔術師』（1958年）では、ヴェネツィア国際映画祭で審査員特別賞を受賞し、数年のうちに世界三大映画祭の主要部門を制覇する。
1960年代に入っても精力的に活動を続け、復讐と神の存在を描いた『処女の泉』（1960年）が米国アカデミー賞にて外国語映画賞を受賞し、世界的な映画監督としての名声を不動のものにする。また、『鏡の中にある如く』（1961年）、『冬の光』（1962年）、『沈黙』（1963年）の3作品、いわゆる「神の沈黙」三部作と呼ばれる作品群を発表し、こちらも高い評価を獲得。特に『鏡の中にある如く』はベルイマン作品として2年連続で米国アカデミー賞の外国語映画賞を受賞した。
1963年にはストックホルム王立劇場の総監督となる。1965年、チャールズ・チャップリンと共にエラスムス賞を受賞。1966年にはゴトランド島の北にあるフォーレ島での生活を始めた。
その後、「神の沈黙」三部作以降は主に愛人であった女優リヴ・ウルマンを主役に据えて、『仮面/ペルソナ』（1967年）といった、人間の本質に迫る数多くの良質の作品を発表し続けた。
1970年代頃には黒澤明やフェデリコ・フェリーニらと共に世界的な巨匠としての地位を確立していたが、1976年にスウェーデン警察に脱税容疑で逮捕される。これは無実であり2ヶ月後には釈放されたものの、突然の出来事でショックを受けたベルイマンは入院し、回復するとスウェーデンを去ることを表明して、ヨーロッパ諸国を回る。その放浪の途中に滞在したノルウェーでは、イングリッド・バーグマンにとって最後の出演映画となった『秋のソナタ』を撮影する。その後、西ドイツのミュンヘンに落ち着いた。1978年にはスウェーデンで名誉回復がなされたため、のちに帰国した。
1982年に公開された5時間超の大作『ファニーとアレクサンデル』を最後に映画監督業から引退。その後は以前から映画製作と並行して手がけていたスウェーデン王立劇場での舞台演劇に専念、舞台演出家兼脚本家としての活動を続けた。ただし、『愛の風景』（1992年）、『日曜日のピュ』（1994年）、『不実の愛、かくも燃え』（2000年）など、自伝的作品を中心に脚本家として映画製作にも携わった。
1991年、高松宮殿下記念世界文化賞を受賞。1995年には最後の妻であるイングリッドを亡くした。
2003年、突如として、20年ぶりの監督作品『サラバンド』を発表。この映画はベルイマンにとって最初で最後となるデジタルHD撮影による作品であり、監督としての健在ぶりをアピールした。
2007年7月30日、スウェーデンのフォーレ島にて死去。89歳だった。8月19日には同島で葬儀と埋葬が行われた。

## 監督としての特徴
一般的に、イングマール・ベルイマンは20世紀を代表する映画監督の一人とみなされている。2002年に『Sight & Sound』が行ったアンケート調査によれば、ベルイマンは映画監督が選ぶ映画監督ランキングで第8位にランクインした。デンマークの映画監督であるビレ・アウグストは、黒澤明とフェデリコ・フェリーニに並ぶ三大映画監督として、ベルイマンの名前を挙げている。ウディ・アレンやクシシュトフ・キェシロフスキなど、ベルイマンに影響を受けたと告白する映画監督は枚挙に暇がない。
『第七の封印』や『沈黙』のような、形而上学的とも言われる代表作から難解な作家とも評されるが、一方で（時に難解なテーマを伴ってはいても全体的には）わかりやすい作品も多い。また、女性を主役に据えた作品が多いのも特徴である。ベルイマンは正式な結婚を少なくとも5度行っており、そのような自身の女性遍歴を反映したかのような作品も数多く見られる。
ベルイマンの映画は舞台劇的と評されることが多いが、ベルイマン本人はあるインタビューの中で、自作の映画『ある結婚の風景』を舞台化するときに、構成やセリフのほとんどを書き換えなければならなかった例を挙げて、映画と舞台は別物であると訴えている。ちなみに演劇では主にウィリアム・シェイクスピアとアウグスト・ストリンドベリを好んで取り上げ、自らの劇団を率いて日本で大胆な解釈に基づく『ハムレット』とストリンドベリの『令嬢ジュリー』、三島由紀夫の『サド侯爵夫人』を上演したこともある。

## 作品
- 危機 Kris （1946年）
- われらの恋に雨が降る Det regnar på vår kärlek （1946年）
- インド行きの船 Skepp till India land （1947年）
- 闇の中の音楽 Musik i mörker （1948年）
- 愛欲の港 Hamnstad （1948年）
- 牢獄 Fängelse （1949年）
- 渇望 Törst （1949年）
- 歓喜に向かって Till glädje （1950年）
- それはここでは起こらない Sånt händer inte här （1950年）
- 夏の遊び Sommarlek （1951年）
- シークレット・オブ・ウーマン Kvinnors väntan （1952年）
- 不良少女モニカ Sommaren med Monika （1953年）
- 道化師の夜 Gycklarnas afton （1953年）
- 愛のレッスン En Lektion i kärlek （1954年）
- 女たちの夢 Kvinnodröm （1955年）
- 夏の夜は三たび微笑む Sommarnattens leende （1955年）
- 第七の封印 Det Sjunde inseglet （1957年）
- 野いちご Smultronstället （1957年）
- 女はそれを待っている Nära livet （1958年）
- 魔術師 Ansiktet （1958年）
- 処女の泉 Jungfrukällan （1960年）
- 悪魔の眼 Djävulens öga （1960年）
- 鏡の中にある如く Såsom i en spegel （1961年）
- 冬の光 Nattvardsgästerna （1962年）
- 沈黙 Tystnaden （1963年）
- この女たちのすべてを語らないために För att inte tala om alla dessa kvinnor （1964年）
- 仮面/ペルソナ Persona （1966年）
- ダニエル Daniel （1967年） 短編
- 狼の時刻 Vargtimmen （1968年）
- 恥 Skammen （1968年） 別題『ベルイマン監督の恥』
- 夜の儀式 Riten （1969年） テレビ映画
- 情熱 En Passion （1969年） 別題『沈黙の島』
- フォール島の記録 Faro Document （1970年） ドキュメンタリー
- 愛のさすらい Beröringen （1971年） 別題『ザ・タッチ』
- 叫びとささやき Viskningar och rop （1972年）
- ある結婚の風景 Scener ur ett äktenskap （1973年）
- 魔笛 Trollflöjten （1975年） テレビ映画
- 鏡の中の女 Ansikte mot ansikte （1976年）
- 蛇の卵 Das Schlangenei （1977年）
- 秋のソナタ Höstsonaten （1978年）
- フォール島の記録1979 Fårö-dokument 1979 （1979年） ドキュメンタリー
- 夢の中の人生 Aus dem Leben der Marionetten （1980年） テレビ映画
- ファニーとアレクサンデル Fanny och Alexander （1982年）
- 母の面影 Karins ansikte （1984年） 短編ドキュメンタリー
- リハーサルの後で Efter repetitionen （1984年） テレビ映画
- ベルイマンの世界/ドキュメント「ファニーとアレクサンデル」 Dokument Fanny och Alexander （1986年） ドキュメンタリー
- サラバンド Saraband （2003年） テレビ映画

### 脚本のみ
- もだえ Hets （1944年） アルフ・シェーベルイ監督
- エヴァ Eva （1948年） グスタフ・モランデル監督
- 愛の風景 Den goda viljan （1992年） ビレ・アウグスト監督
- 日曜日のピュ Söndagsbarn （1992年） ダニエル・ベルイマン監督
- 不実の愛、かくも燃え Trolösa （2000年） リヴ・ウルマン監督

### 関連ドキュメンタリー
- リヴ&イングマール ある愛の風景 Liv&Ingmar（2012年）ディーラージ・アコルカール監督
- グッバイ・ベルイマン Trespassing Bergman（2013年）ヤーネ・マグヌッソン、ヒネク・パラス共同監督
- イングマール・ベルイマン-振付師の目を通して（2016年）Ingmar Bergman Through the Choreographer's eyeフレデリック・スタッティン監督
- イングマール・ベルイマンを探して Searching For Ingmar Bergman（2018年）マルガレーテ・フォン・トロッタ監督
- A Year In a Lifeett år, ett liv（2018年）ヤーネ・マグヌッソン監督

## 受賞
| 賞                                   | 年     | 部門                         | 作品名                       | 結果       |
| ------------------------------------ | ------ | ---------------------------- | ---------------------------- | ---------- |
| カンヌ国際映画祭                     | 1956年 | 詩的ユーモア賞               | 『夏の夜は三たび微笑む』     | 受賞       |
| カンヌ国際映画祭                     | 1957年 | 審査員特別賞                 | 『第七の封印』               | 受賞       |
| カンヌ国際映画祭                     | 1958年 | 監督賞                       | 『女はそれを待っている』     | 受賞       |
| カンヌ国際映画祭                     | 1960年 | 特別表彰                     | 『処女の泉』                 | 受賞       |
| カンヌ国際映画祭                     | 1960年 | 国際映画批評家連盟賞         | 『処女の泉』                 | 受賞       |
| カンヌ国際映画祭                     | 1973年 | フランス映画高等技術委員会賞 | 『叫びとささやき』           | 受賞       |
| カンヌ国際映画祭                     | 1997年 | パルム・ドール・ドヌール     | -                            | 受賞       |
| カンヌ国際映画祭                     | 1998年 | エキュメニカル審査員賞       | 全作品に対して               | 受賞       |
| 英国アカデミー賞                     | 1956年 | 総合作品賞                   | 『夏の夜は三たび微笑む』     | ノミネート |
| 英国アカデミー賞                     | 1958年 | 総合作品賞                   | 『野いちご』                 | ノミネート |
| 英国アカデミー賞                     | 1959年 | 総合作品賞                   | 『魔術師』                   | ノミネート |
| 英国アカデミー賞                     | 1962年 | 総合作品賞                   | 『鏡の中にある如く』         | ノミネート |
| 英国アカデミー賞                     | 1983年 | 外国語作品賞                 | 『ファニーとアレクサンデル』 | ノミネート |
| 英国アカデミー賞                     | 1988年 | フェローシップ賞             | -                            | 受賞       |
| ボディル賞                           | 1957年 | 非アメリカ映画賞             | 『夏の夜は三たび微笑む』     | 受賞       |
| ボディル賞                           | 1959年 | 非アメリカ映画賞             | 『野いちご』                 | 受賞       |
| ボディル賞                           | 1974年 | 非アメリカ映画賞             | 『叫びとささやき』           | 受賞       |
| ボディル賞                           | 1979年 | 非アメリカ映画賞             | 『秋のソナタ』               | 受賞       |
| ベルリン国際映画祭                   | 1958年 | 金熊賞                       | 『野いちご』                 | 受賞       |
| ベルリン国際映画祭                   | 1958年 | 国際映画批評家連盟賞         | 『野いちご』                 | 受賞       |
| ベルリン国際映画祭                   | 1962年 | 国際カトリック映画事務局賞   | 『鏡の中にある如く』         | 受賞       |
| ヴェネツィア国際映画祭               | 1958年 | イタリア批評家賞             | 『野いちご』                 | 受賞       |
| ヴェネツィア国際映画祭               | 1959年 | 審査員特別賞                 | 『魔術師』                   | 受賞       |
| ヴェネツィア国際映画祭               | 1959年 | イタリア批評家賞             | 『魔術師』                   | 受賞       |
| ヴェネツィア国際映画祭               | 1971年 | 栄誉金獅子賞                 | -                            | 受賞       |
| ヴェネツィア国際映画祭               | 1983年 | 国際映画批評家連盟賞         | 『ファニーとアレクサンデル』 | 受賞       |
| アカデミー賞                         | 1959年 | 脚本賞                       | 『野いちご』                 | ノミネート |
| アカデミー賞                         | 1960年 | 外国語映画賞                 | 『処女の泉』                 | 受賞       |
| アカデミー賞                         | 1961年 | 外国語映画賞                 | 『鏡の中にある如く』         | 受賞       |
| アカデミー賞                         | 1962年 | 脚本賞                       | 『鏡の中にある如く』         | ノミネート |
| アカデミー賞                         | 1970年 | アービング・G・タルバーグ賞  | -                            | 受賞       |
| アカデミー賞                         | 1973年 | 作品賞                       | 『叫びとささやき』           | ノミネート |
| アカデミー賞                         | 1973年 | 監督賞                       | 『叫びとささやき』           | ノミネート |
| アカデミー賞                         | 1973年 | 脚本賞                       | 『叫びとささやき』           | ノミネート |
| アカデミー賞                         | 1976年 | 監督賞                       | 『鏡の中の女』               | ノミネート |
| アカデミー賞                         | 1978年 | 脚本賞                       | 『秋のソナタ』               | ノミネート |
| アカデミー賞                         | 1983年 | 監督賞                       | 『ファニーとアレクサンデル』 | ノミネート |
| アカデミー賞                         | 1983年 | 脚本賞                       | 『ファニーとアレクサンデル』 | ノミネート |
| アカデミー賞                         | 1983年 | 外国語映画賞                 | 『ファニーとアレクサンデル』 | 受賞       |
| ゴールデングローブ賞                 | 1959年 | 外国語映画賞                 | 『野いちご』                 | 受賞       |
| ゴールデングローブ賞                 | 1960年 | 外国語映画賞                 | 『処女の泉』                 | 受賞       |
| ゴールデングローブ賞                 | 1968年 | 外国語映画賞                 | 『恥』                       | ノミネート |
| ゴールデングローブ賞                 | 1972年 | 外国語映画賞                 | 『叫びとささやき』           | ノミネート |
| ゴールデングローブ賞                 | 1974年 | 外国語映画賞                 | 『ある結婚の風景』           | 受賞       |
| ゴールデングローブ賞                 | 1975年 | 外国語映画賞                 | 『魔笛』                     | ノミネート |
| ゴールデングローブ賞                 | 1976年 | 外国語映画賞                 | 『鏡の中の女』               | 受賞       |
| ゴールデングローブ賞                 | 1978年 | 外国語映画賞                 | 『秋のソナタ』               | 受賞       |
| ゴールデングローブ賞                 | 1983年 | 外国語映画賞                 | 『ファニーとアレクサンデル』 | 受賞       |
| ゴールデングローブ賞                 | 1983年 | 監督賞                       | 『ファニーとアレクサンデル』 | ノミネート |
| ナショナル・ボード・オブ・レビュー賞 | 1959年 | 外国語映画賞                 | 『第七の封印』               | 受賞       |
| ナショナル・ボード・オブ・レビュー賞 | 1959年 | 特別賞                       | -                            | 受賞       |
| ナショナル・ボード・オブ・レビュー賞 | 1969年 | 外国語映画賞                 | 『恥』                       | 受賞       |
| ナショナル・ボード・オブ・レビュー賞 | 1973年 | 外国語映画賞                 | 『叫びとささやき』           | 受賞       |
| ナショナル・ボード・オブ・レビュー賞 | 1973年 | 監督賞                       | 『叫びとささやき』           | 受賞       |
| ナショナル・ボード・オブ・レビュー賞 | 1978年 | 外国語映画賞                 | 『秋のソナタ』               | 受賞       |
| ナショナル・ボード・オブ・レビュー賞 | 1978年 | 監督賞                       | 『秋のソナタ』               | 受賞       |
| ナショナル・ボード・オブ・レビュー賞 | 1983年 | 外国語映画賞                 | 『ファニーとアレクサンデル』 | 受賞       |
| マール・デル・プラタ国際映画祭       | 1959年 | 最優秀作品賞                 | 『野いちご』                 | 受賞       |
| ナストロ・ダルジェント賞             | 1960年 | 外国監督賞                   | 『野いちご』                 | 受賞       |
| ナストロ・ダルジェント賞             | 1961年 | 外国監督賞                   | 『第七の封印』               | 受賞       |
| ナストロ・ダルジェント賞             | 1965年 | 外国監督賞                   | 『沈黙』                     | ノミネート |
| ナストロ・ダルジェント賞             | 1968年 | 外国監督賞                   | 『仮面/ペルソナ』            | ノミネート |
| ナストロ・ダルジェント賞             | 1974年 | 外国監督賞                   | 『叫びとささやき』           | 受賞       |
| ナストロ・ダルジェント賞             | 1979年 | 外国監督賞                   | 『秋のソナタ』               | 受賞       |
| ナストロ・ダルジェント賞             | 1984年 | 外国監督賞                   | 『ファニーとアレクサンデル』 | 受賞       |
| ナストロ・ダルジェント賞             | 1996年 | 特別賞                       | -                            | 受賞       |
| キネマ旬報ベスト・テン               | 1961年 | 外国映画ベスト・テン         | 『処女の泉』                 | 1位        |
| キネマ旬報ベスト・テン               | 1961年 | 外国映画監督賞               | 『処女の泉』                 | 受賞       |
| キネマ旬報ベスト・テン               | 1962年 | 外国映画ベスト・テン         | 『野いちご』                 | 1位        |
| キネマ旬報ベスト・テン               | 1962年 | 外国映画監督賞               | 『野いちご』                 | 受賞       |
| ゴールデン・ビートル賞               | 1964年 | 作品賞                       | 『沈黙』                     | 受賞       |
| ゴールデン・ビートル賞               | 1964年 | 監督賞                       | 『沈黙』                     | 受賞       |
| ゴールデン・ビートル賞               | 1967年 | 作品賞                       | 『仮面/ペルソナ』            | 受賞       |
| ゴールデン・ビートル賞               | 1973年 | 作品賞                       | 『叫びとささやき』           | 受賞       |
| ゴールデン・ビートル賞               | 1983年 | 作品賞                       | 『ファニーとアレクサンデル』 | 受賞       |
| ゴールデン・ビートル賞               | 1983年 | 監督賞                       | 『ファニーとアレクサンデル』 | 受賞       |
| 全米映画批評家協会賞                 | 1967年 | 作品賞                       | 『仮面/ペルソナ』            | 受賞       |
| 全米映画批評家協会賞                 | 1967年 | 監督賞                       | 『仮面/ペルソナ』            | 受賞       |
| 全米映画批評家協会賞                 | 1967年 | 脚本賞                       | 『仮面/ペルソナ』            | 2位        |
| 全米映画批評家協会賞                 | 1968年 | 作品賞                       | 『恥』                       | 受賞       |
| 全米映画批評家協会賞                 | 1968年 | 監督賞                       | 『恥』『狼の時刻』           | 受賞       |
| 全米映画批評家協会賞                 | 1970年 | 作品賞                       | 『沈黙の島』                 | 2位        |
| 全米映画批評家協会賞                 | 1970年 | 監督賞                       | 『沈黙の島』                 | 受賞       |
| 全米映画批評家協会賞                 | 1970年 | 脚本賞                       | 『沈黙の島』                 | 2位        |
| 全米映画批評家協会賞                 | 1972年 | 作品賞                       | 『叫びとささやき』           | 3位        |
| 全米映画批評家協会賞                 | 1972年 | 監督賞                       | 『叫びとささやき』           | 3位        |
| 全米映画批評家協会賞                 | 1972年 | 脚本賞                       | 『叫びとささやき』           | 受賞       |
| 全米映画批評家協会賞                 | 1974年 | 作品賞                       | 『ある結婚の風景』           | 受賞       |
| 全米映画批評家協会賞                 | 1974年 | 脚本賞                       | 『ある結婚の風景』           | 受賞       |
| 全米映画批評家協会賞                 | 1975年 | 特別賞                       | 『魔笛』                     | 受賞       |
| 全米映画批評家協会賞                 | 1983年 | 作品賞                       | 『ファニーとアレクサンデル』 | 2位        |
| 全米映画批評家協会賞                 | 1983年 | 監督賞                       | 『ファニーとアレクサンデル』 | 3位        |
| ニューヨーク映画批評家協会賞         | 1970年 | 作品賞                       | 『沈黙の島』                 | 次点       |
| ニューヨーク映画批評家協会賞         | 1972年 | 作品賞                       | 『叫びとささやき』           | 受賞       |
| ニューヨーク映画批評家協会賞         | 1972年 | 監督賞                       | 『叫びとささやき』           | 受賞       |
| ニューヨーク映画批評家協会賞         | 1972年 | 脚本賞                       | 『叫びとささやき』           | 受賞       |
| ニューヨーク映画批評家協会賞         | 1974年 | 作品賞                       | 『ある結婚の風景』           | 次点       |
| ニューヨーク映画批評家協会賞         | 1974年 | 監督賞                       | 『ある結婚の風景』           | 次点       |
| ニューヨーク映画批評家協会賞         | 1974年 | 脚本賞                       | 『ある結婚の風景』           | 受賞       |
| ニューヨーク映画批評家協会賞         | 1978年 | 監督賞                       | 『秋のソナタ』               | 次点       |
| ニューヨーク映画批評家協会賞         | 1978年 | 外国語映画賞                 | 『秋のソナタ』               | 次点       |
| ニューヨーク映画批評家協会賞         | 1983年 | 外国語映画賞                 | 『ファニーとアレクサンデル』 | 受賞       |
| ニューヨーク映画批評家協会賞         | 1983年 | 監督賞                       | 『ファニーとアレクサンデル』 | 受賞       |
| ダヴィッド・ディ・ドナテッロ賞       | 1974年 | 外国監督賞                   | 『叫びとささやき』           | 受賞       |
| ダヴィッド・ディ・ドナテッロ賞       | 1984年 | 外国映画賞                   | 『ファニーとアレクサンデル』 | 受賞       |
| ダヴィッド・ディ・ドナテッロ賞       | 1984年 | 外国監督賞                   | 『ファニーとアレクサンデル』 | 受賞       |
| ダヴィッド・ディ・ドナテッロ賞       | 1984年 | 外国脚本賞                   | 『ファニーとアレクサンデル』 | 受賞       |
| ダヴィッド・ディ・ドナテッロ賞       | 1986年 | ルキノ・ヴィスコンティ賞     | -                            | 受賞       |
| カンザスシティ映画批評家協会賞       | 1974年 | 外国語映画賞                 | 『叫びとささやき』           | 受賞       |
| カンザスシティ映画批評家協会賞       | 1974年 | 監督賞                       | 『叫びとささやき』           | 受賞       |
| カンザスシティ映画批評家協会賞       | 1976年 | 外国語映画賞                 | 『ある結婚の風景』           | 受賞       |
| ロサンゼルス映画批評家協会賞         | 1976年 | 外国語映画賞                 | 『鏡の中の女』               | 受賞       |
| ロサンゼルス映画批評家協会賞         | 1983年 | 外国語映画賞                 | 『ファニーとアレクサンデル』 | 受賞       |
| セザール賞                           | 1976年 | 外国映画賞                   | 『魔笛』                     | ノミネート |
| セザール賞                           | 1976年 | 名誉賞                       | -                            | 受賞       |
| セザール賞                           | 1979年 | 外国映画賞                   | 『秋のソナタ』               | ノミネート |
| セザール賞                           | 1984年 | 外国映画賞                   | 『ファニーとアレクサンデル』 | 受賞       |
| セザール賞                           | 2004年 | EU作品賞                     | 『サラバンド』               | ノミネート |
| 全米監督協会賞                       | 1983年 | 長編映画監督賞               | 『ファニーとアレクサンデル』 | ノミネート |
| 全米監督協会賞                       | 1990年 | D・W・グリフィス賞           | -                            | 受賞       |
| ヨーロッパ映画賞                     | 1988年 | 生涯貢献賞                   | -                            | 受賞       |
| 国際フィルム・アーカイヴ連盟         | 2003年 | FIAF賞                       | -                            | 受賞       |

その他
- 1965年：エラスムス賞
- 1976年：ゲーテ賞
- 1985年：レジオンドヌール勲章
- 1987年：ドイツ連邦共和国功労勲章
- 1991年：高松宮殿下記念世界文化賞 演劇・映像部門